# Valle de El Golfo

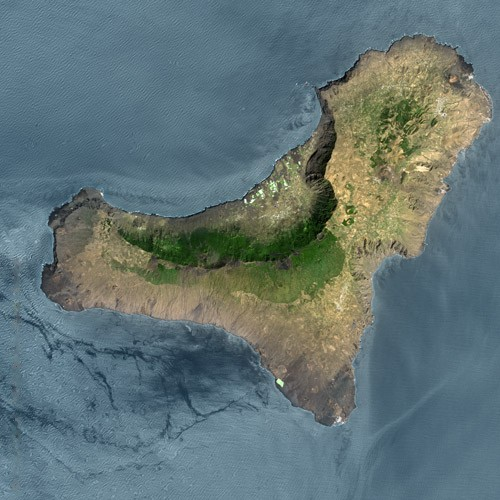
vue satellitaire de l'île.

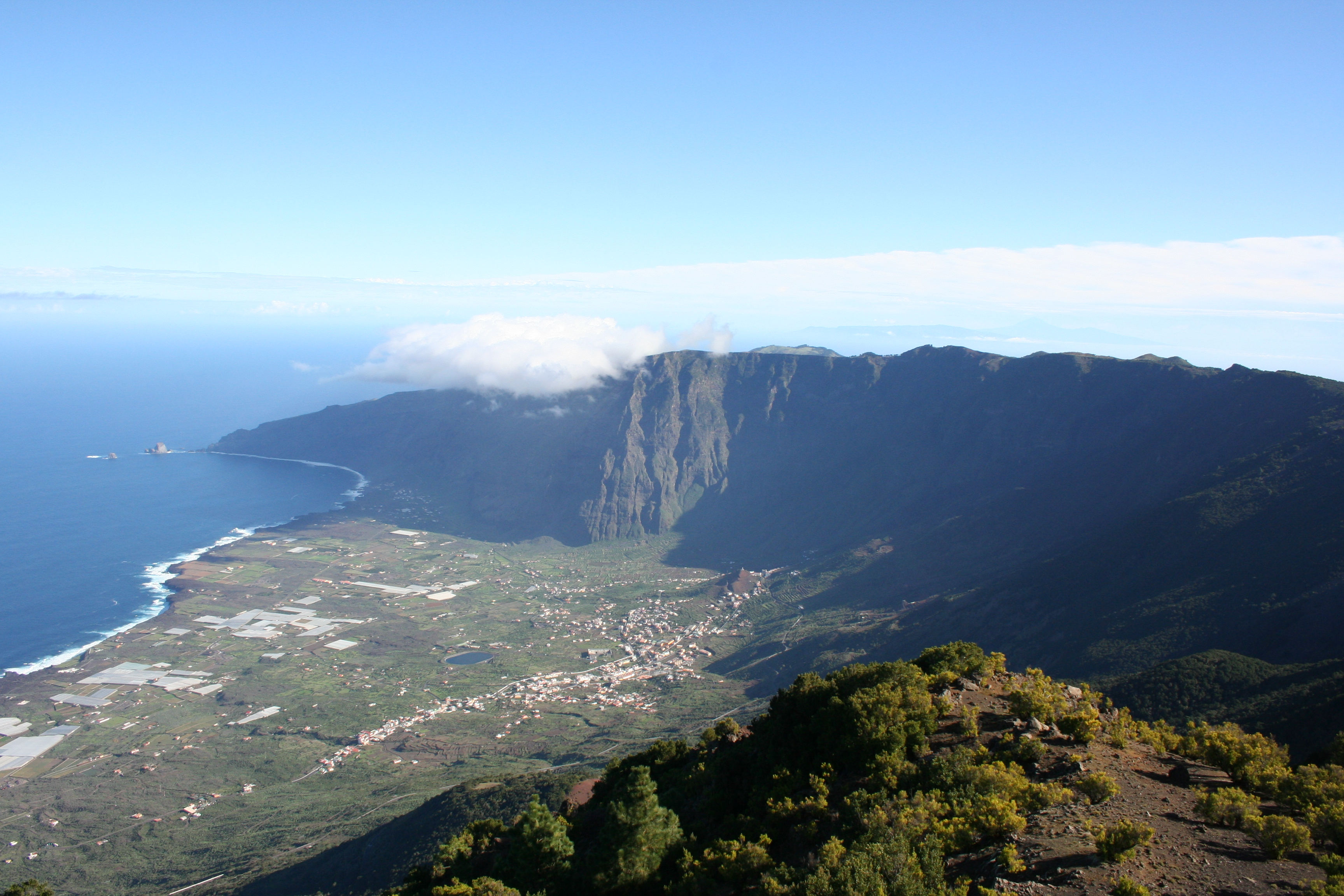
El Golfo

La Valle de El Golfo appelée localement El Golfo est une dépression occupant la partie nord-ouest de l'île d'El Hierro dans l'archipel des Canaries en Espagne.

## Historique
Il est désormais admis par de nombreux scientifiques qu'il y a environ 50 000 ans (d'autres sources indiquent 130 000 ans ou entre 12 000 et 17 000 ans), la petite île d'El Hierro a connu l'un des cataclysmes les plus violents et les plus dévastateurs qu'il soit, sous la forme d'un glissement de terrain aux proportions gigantesques.
En quelques secondes, agissant probablement comme un déclencheur d'une secousse sismique, un gros morceau de l'île estimé à 300 km3 se précipita sur la pente pour glisser dans l'océan. Il est très vraisemblable qu'un gigantesque tsunami d'une centaine de mètres de hauteur s'est alors formé et s'est dirigé vers les côtes américaines.

## El Golfo de nos jours
Le résultat de ce gigantesque éboulement est l'amphithéâtre d'El Golfo, dépression en demi cercle d'un diamètre d'une douzaine de kilomètres et aux parois abruptes et vertigineuses atteignant une hauteur de plus de 1 000 m (avec à proximité le pic de Malpaso, point culminant de l'île à 1 501 m).
Aujourd'hui, la commune de La Frontera comprenant, entre autres, les villages de Tigaday et Sabinosa occupent El Golfo. De nombreuses cultures comme l'ananas et la banane sont pratiquées dans la plaine d'effondrement.
Valle de El Golfo peut être observé depuis six points de vue aménagés appelés miradors. Du nord au sud puis d'est en ouest, on trouve les miradors de la Peña (conçu par César Manrique), de Jinama, de Fireba, de La Llania, du pic de Malpaso et de Bascos.